# Історія архівів в Іспанії
Історія архівної справи на території Піренейського півострова розпочалася ще в добу Середньовіччя, але у зв'язку з специфікою історії Іспанії процес формування архівної системи виявився тривким і продовжується досі. На сучасному етапі архівна система Іспанії належить до децентралізованих систем і включає в себе чотири головні архіви — Головний архів у Сіманкасі, Національний історичний архів у Мадриді, Головний архів Індій в Севільї і архів Арагонскої корони в Барселоні, обласні історичні архіви у Валенсії, Пальмі на Майорці, Коруньї, Гренаді і Вальядоліді та численні провінційні архіви

## Розвиток архівної справи у Середні віки
У епоху Середньовіччя на території Іспанії не існувало єдиної держави. Постійні війни між християнськими та арабськими державами не сприяли формуванню єдиного архівного фонду на цій території. Відомо, що існували окремі місцеві архіви (наприклад архів Толедо, архів Арагонського королівства у місті Сарагоса, Архів Кордовського халіфату та ін.), але вони були знищені у ході Реконкісти та вторгнення Наполеона до Іспанії.

## Новий час
Наприкінці XV ст. відбулося об'єднання Іспанії, було створено перший загально іспанський королівський архів у фортеці Сіманкас. У XVI ст. королівська влада проводила заходи щодо впорядкування і концентрації архівів, але не зважаючи на це архівна справа перебувала у стані глибокого занепаду аж до XIX ст., що було пов'язано економічною та політичною кризою Іспанської держави. Величезна маса документальних матеріалів перебувала в руках церкви — це архіви монастирів і церков, архіви лицарських і чернечих орденів. Ці матеріали не були підпорядковані уряду і нерідко йшли за межі Іспанії (часто здавалися в Ватиканський архів). Важке становище архівів погіршилося наполеонівськими війнами. У цей час військами Наполеона були приведені в безладдя архів у Сіманкасі (там були розквартировані війська і влаштовані стійла для коней), архіви в Барселоні. Загинув багатий архів Арагонського королівства в Сарагосі.

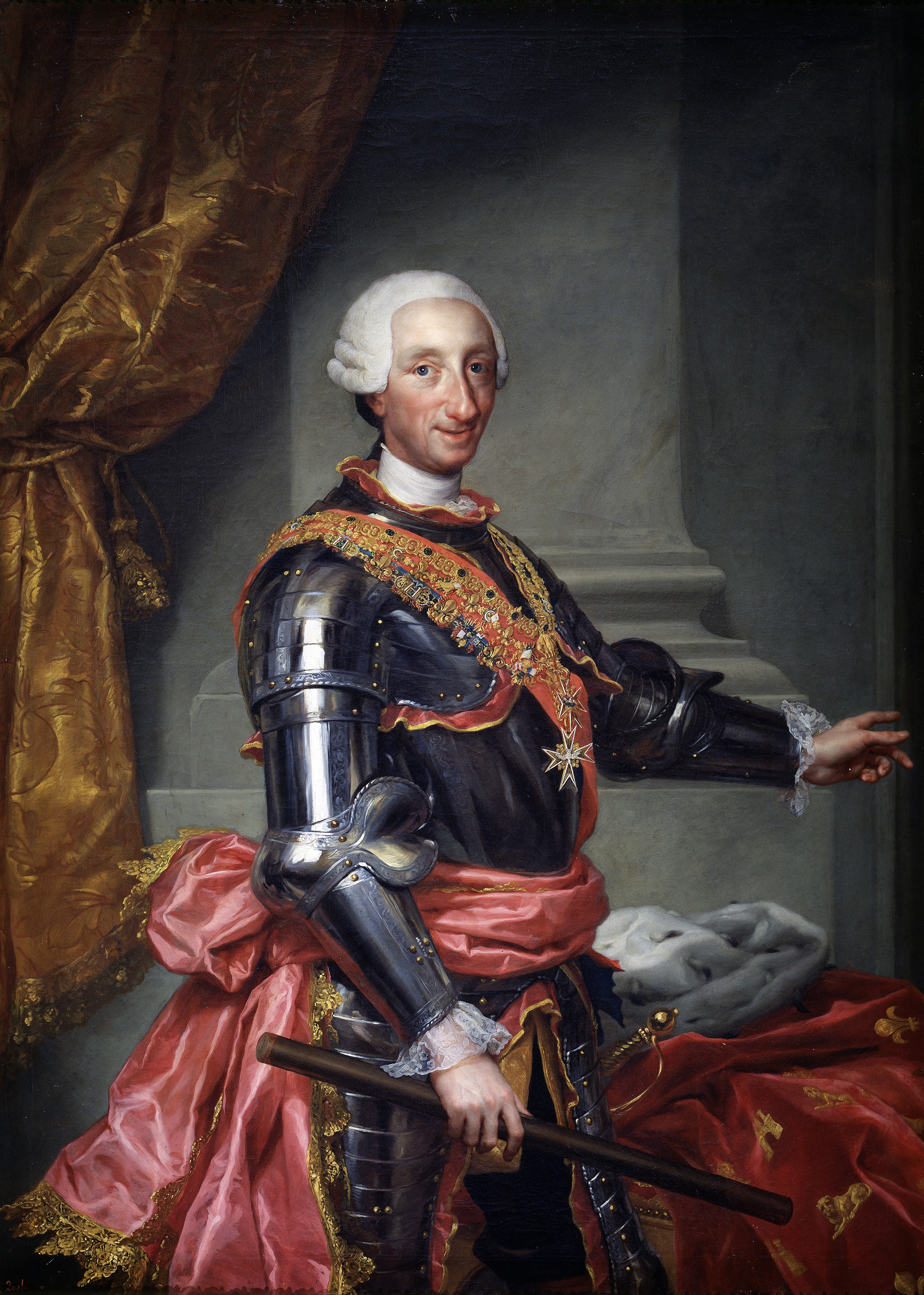
Карл III Іспанський. Об'єднав розрізнені архіви в Архів Індій у 1785 році.

Не обмежуючись цим, Наполеон у здійснення свого плану створення світового архіву в Парижі, наказав вивезти ряд найцінніших матеріалів з Сіманкаського архіву. Перевезення їх через Піренеї до Франції і потім назад позначилося на стані матеріалів. Деякі документи так і залишилися у Франції.
Уряд Іспанії дотримувався в галузі архівної справи реакційної політики. До 1844 р. архіви Іспанії були закриті для дослідників. З 1844 р. стали видаватися документи до XVI століття.
У 1858 р. створюється центральний адміністративний архів в Алькала-де-Енарес, а в 1866 р — Національний історичний архів у Мадриді.
У 1900 р. в Іспанії було вперше створено окреме Міністерство народної просвіти, і йому було довірено керівництво історичними архівами, якими відало Головне управління мистецтв, при ньому як консультативний орган діяла Технічна комісія архівів, бібліотек і музеїв. Існувала також посада інспектора архівів, яку займав директор Національного історичного архіву. Таким чином, окремого спеціального органу управління архівами створено не було.
В Іспанії існували 4 центральних архіви:
- Історичний архів у Сіманкасі, заснований в XVI столітті. Він зберігав документи XV–XVIII ст. (окремі документи з IX ст.). У ньому були зібрані матеріали королівських архівів Кастилії та Іспанії, фонди центральних установ середньовічної Іспанії: королівської ради, державної канцелярії, Камера-де-Кастілья (установа, що відала питаннями законодавства, суду та фінансового контролю), рахункової палати та ін., а також деякі церковні матеріали, в тому числі фонд головного інквізиційного суду.
- Національний історичний архів у Мадриді, заснований в 1866 р. Хронологічно його матеріали майже збігаються з матеріалами Сіманкаського архіву, але носять дещо інший характер. Найбільше тут матеріалів церковно-монастирських архівів, які перейшли у власність держави при частковій секуляризації церковних земель. Це матеріал з історії церковного землеволодіння. У цьому архіві знаходилися також фонди лицарських орденів, фонди університетів і коледжів.
- Центральний архів в Алькала-де-Енарес поблизу Мадрида, заснований в 1858р, був призначений для зберігання матеріалів центральних установ XIX століття і, таким чином, зберігав матеріали з новітньої історії.
- Головний архів Індій в Севільї був створений наприкінці XVIII ст. з метою об'єднання всіх документів, що відносяться до величезної морської імперії. До цього часу вони розташовувалися в різних місцях — в Сіманкасі, Кадисі і Севільї, де для них вже не вистачало місця. Відповідальним за проект був призначений Хосе Гальвес. В архіві міститься безліч матеріалів починаючи від перших конкістадорів до кінця XIX століття. У ньому знаходиться запит Мігеля де Сервантеса на офіційний пост, папська булла демаркації Inter caetera папи Олександра VI, яка поділила світ між Іспанією і Португалією, журнал Христофора Колумба, карти і плани колоніальних міст, а також інші документи, що показують механізм роботи величезної колоніальної імперії. Цей архів, представляє великий інтерес з точки зору іспанської колоніальної політики, торгівлі та мореплавства, має особливе значення для вивчення історії країн Латинської Америки.[2]

В даний час сумарна довжина полиць в архіві Індій становить 9 км, на яких знаходяться 43 тис. томів і близько 80 млн сторінок, створених адміністраціями колоній
Архіви центральних установ отримали в Іспанії назву «спеціальних» архівів, але становище їх нічим не відрізнялося від положення відомчих архівів в інших країнах. Найбільшими історичними архівами володіли міністерство закордонних справ і військове міністерство.
На місцях існували архіви місцевих установ, міські архіви, нотаріальні. Старовинними рукописними колекціями володіли деякі університети. Дуже великі і багаті були церковні архіви, як правило, недоступні для публіки. Серед них старовинні грамоти і рукописи, що зберігалися в Ескоріалі.
Іспанія, таким чином, володіла великими і дорогоцінними архівами, але стан їх був поганий. Централізація архівів зупинилася тут на півдорозі, спеціального архівного управління не було. Дуже слабка була методична робота в архівах, через відсутність кваліфікованого керівництва. На низькому рівні була і якість публікацій, що видавалися ще з XVIII століття в досить великому числі. Користуватися цими публікаціями було дуже важко, через хаотичність їх розташування і відсутність покажчиків.

## Новітній час

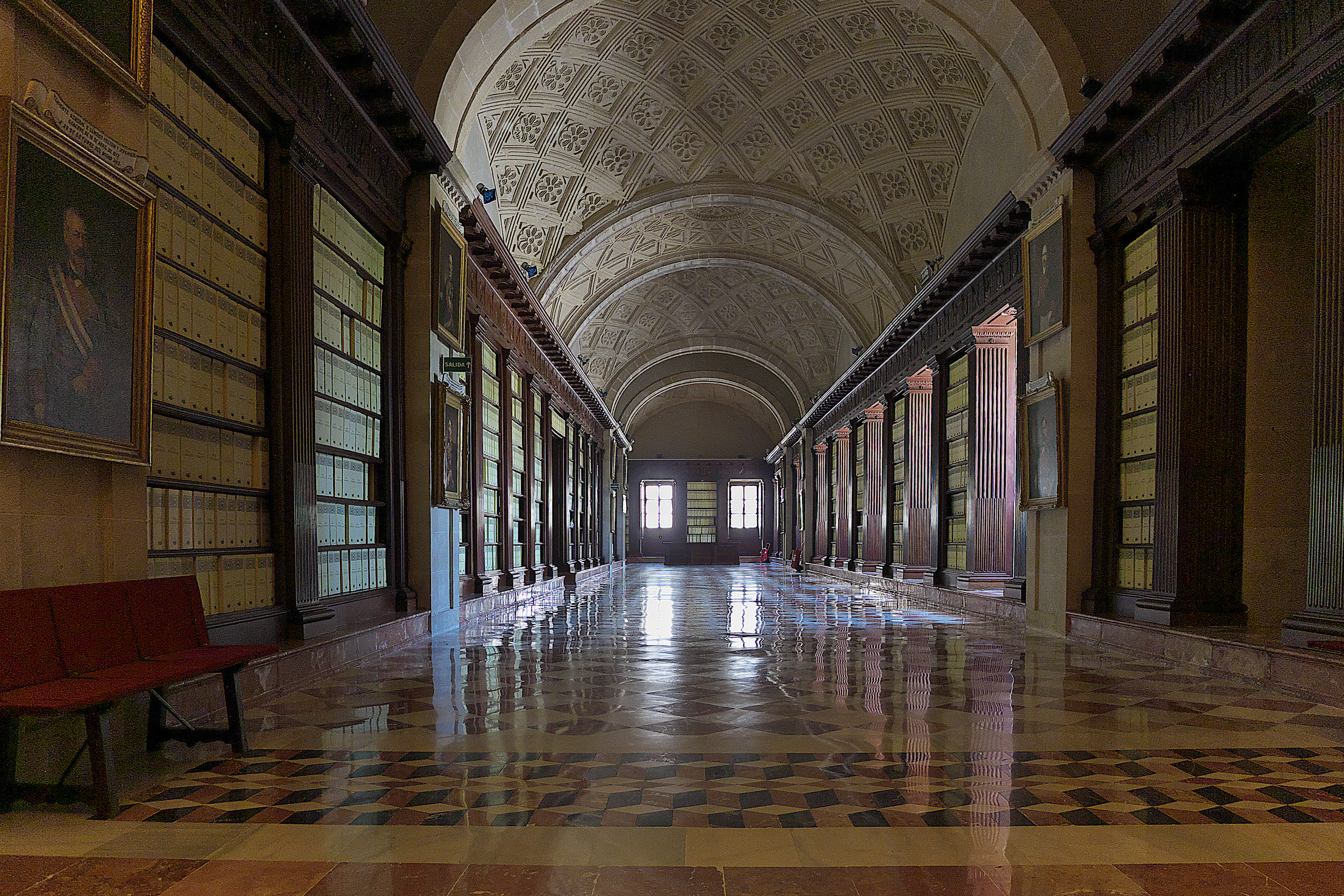
Внутрішній вигляд Архіву Індій у Севільї. Іспанія

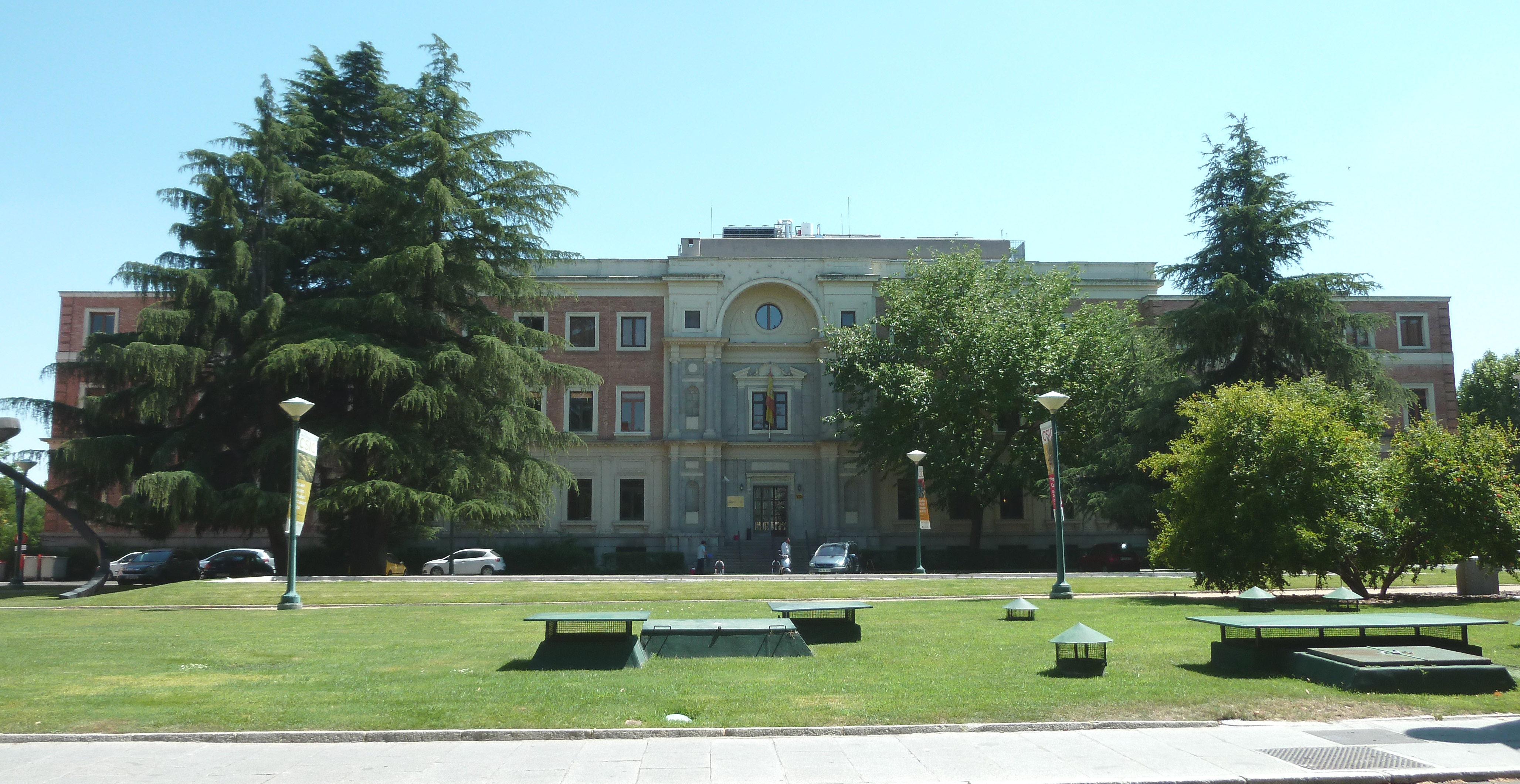
Національний історичний архів Іспанії. Мадрид.

Державні архіви Іспанії діють на підставі закону про архіви і бібліотеки 1947 р., доповненого декретом 1953 р.
Управління державними архівами здійснює Головне управління архівів і бібліотек у складі міністерства освіти і 6 обласних архівних інспекцій.
Мережа державних архівів Іспанії включає в себе чотири головних архіви — Головний архів у Сіманкасі, Національний історичний архів у Мадриді, Головний архів Індій в Севільї і архів Арагонскої корони в Барселоні, обласні історичні архіви у Валенсії, Пальмі на Майорці, Коруньї, Гренаді і Вальядоліді, і, нарешті, провінційні архіви для концентрації матеріалів місцевих установ, які повинні бути створені в головному місті кожній провінції на підставі декрету 1953 р.
18 листопада 2011 р. Рада Міністрів схвалила Королівський указ, яким створюється система архівів Іспанії (Sistema Español de Archivos) і який регулює систему архівів центрального уряду країни та підпорядкованих йому органів, і режим доступу, який буде єдиним у всіх архівах і більш зручним для громадян.

### Основні принципи розвитку архівних установ
Відповідно до королівського указу 18 листопада 2011 архівна система Іспанії спирається на три принципи:
- Модернізація державного управління, поліпшення організованості, ефективності та кооперації між міністерствами і відомствами з питань управління архівами;
- Підвищення прозорості та покращення інформування громадськості, забезпечення права доступу до архівів і поліпшення можливостей для електронного доступу громадян;
- Полегшення проведення досліджень університетами та фахівцями з різних галузей історичної науки, соціології, політології, статистики і т. д.

Указом також створюється Рада зі співробітництва в галузі архівної справи (Consejo de Cooperación archivística) при Міністерстві культури, формується система архівів центрального уряду та його установ (Sistema de Archivos de la Administración General del Estado), з метою встановлення єдиних стандартів сучасного архівного управління, впорядкованого і ефективного, заснованого на концепції державної служби. З цією метою Указом створюється Комітет з архівів центрального уряду (Comisión de Archivos de la Administración General del Estado) як міжвідомчого органу при Адміністрації глави уряду, і в ньому також приділяється підвищена увага електронним документам, створюваним в ході діяльності державних органів.
Указом встановлюється процедура реалізації громадянами права на доступ до державних документів та архівів, визнана Конституцією та законами країни.

## Галерея

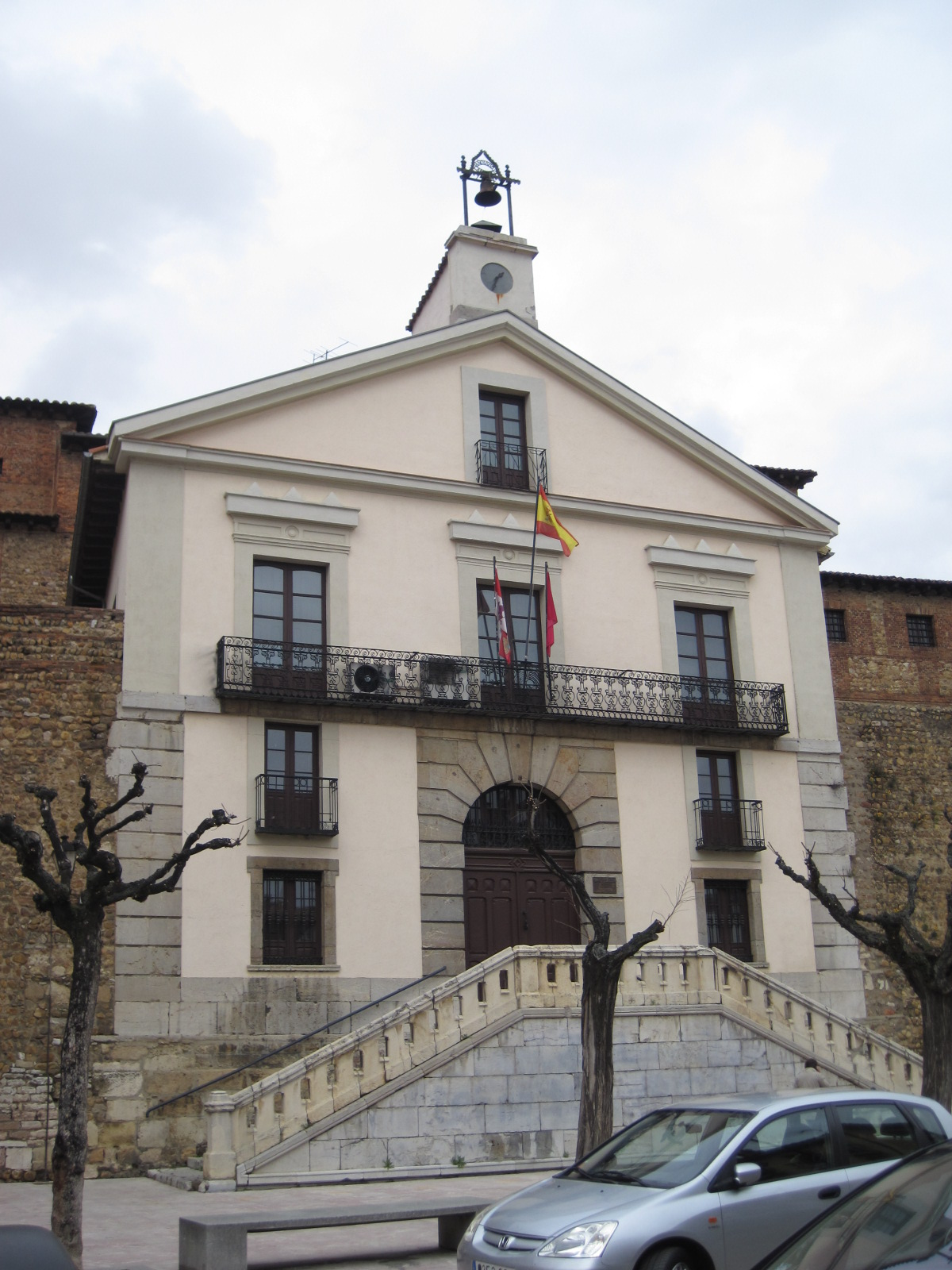
Головна будівля архіву в Леоні
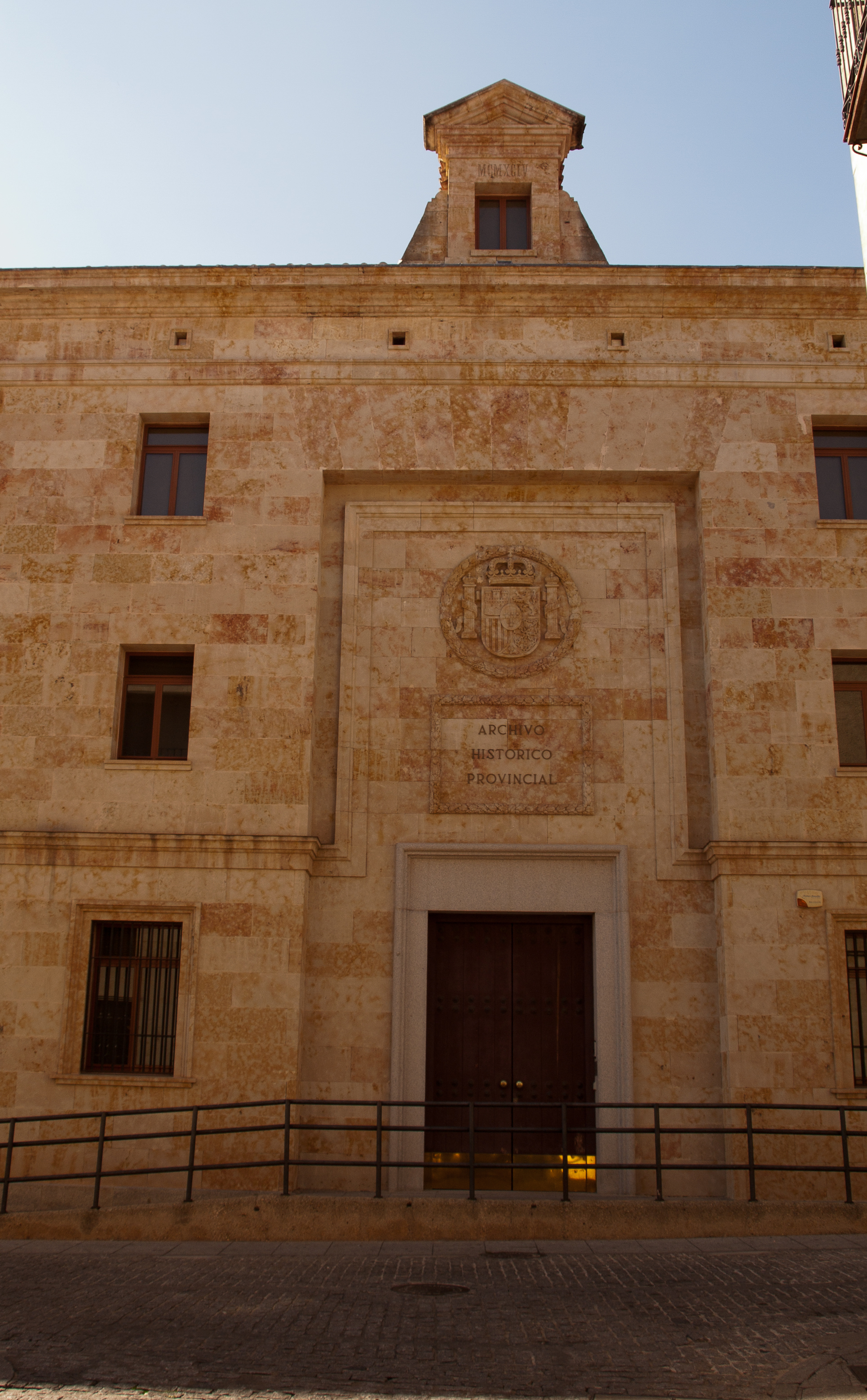
Історичний архів в Саламанці
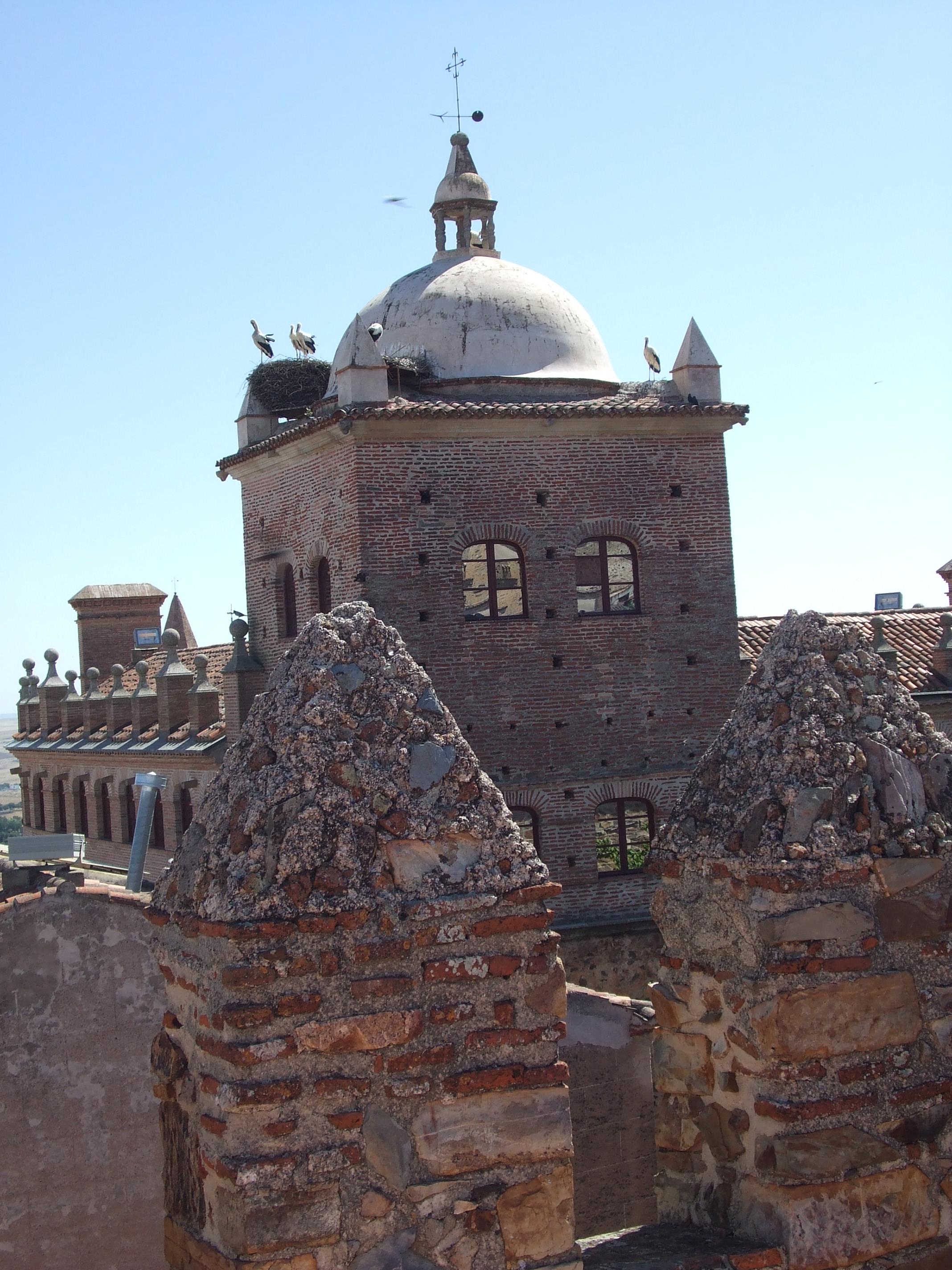
Будівля історичного архіву в місті Касерас
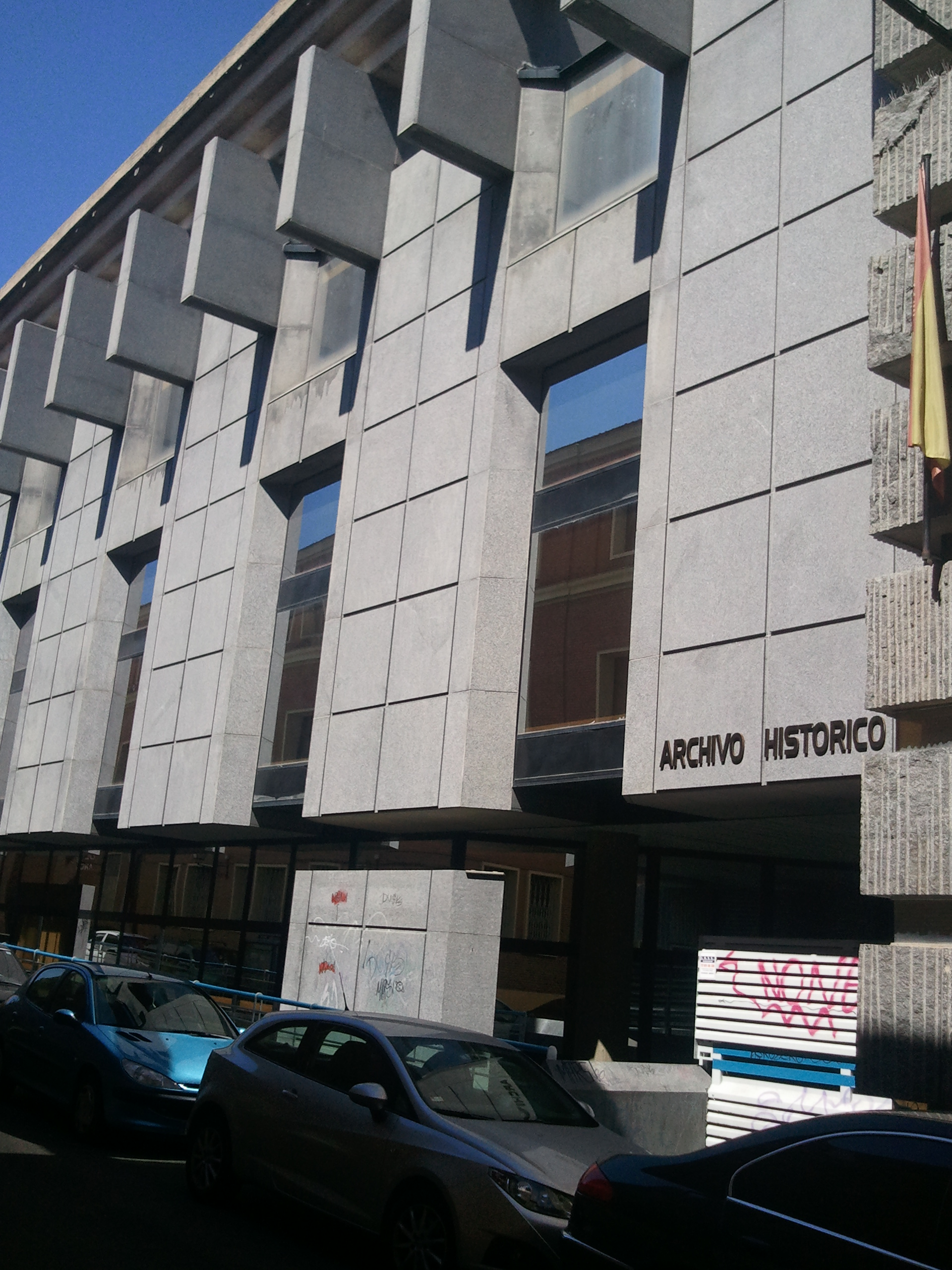
Історичний архів в Валенсії
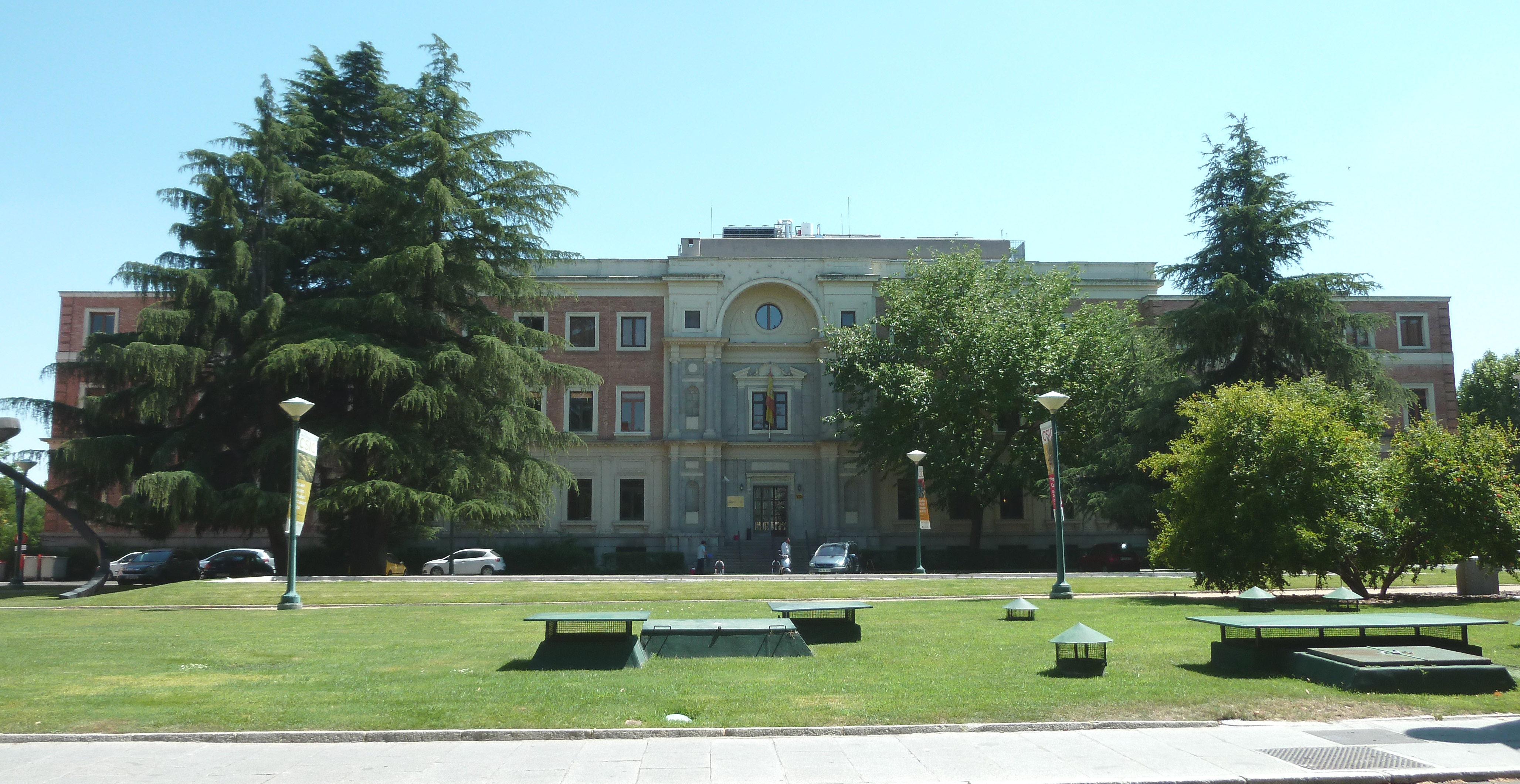
Національний історичний архів Іспанії. Мадрид.
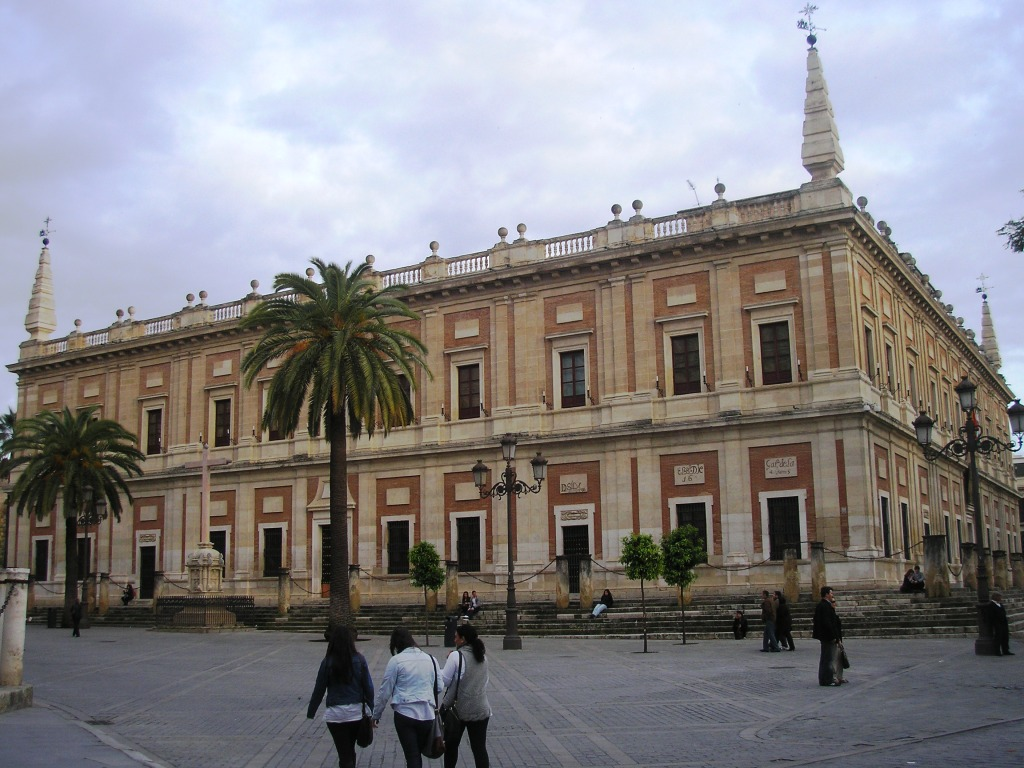
Архів Індій в Севільї.